# Clausen (Familienname)
Clausen ist ein deutscher, dänischer, norwegischer und schwedischer Familienname.

## Herkunft und Bedeutung
Clausen ist ein Patronym zu Klaus und bedeutet Sohn des Klaus.

## Namensträger

### A
- Alden W. Clausen (1923–2013), US-amerikanischer Bankmanager
- Alf Clausen (1941–2025), US-amerikanischer Komponist
- Andrea Clausen (* 1959), deutsche Schauspielerin
- Andreas Clausen († nach 1649), deutscher Baumeister
- Asger Clausen (* 1954), dänischer Schauspieler

### B
- Barbara Clausen (* 1970), österreichische Kuratorin, Kunsthistorikerin, Rektorin der Städelschule sowie Direktorin der Ausstellungshalle Portikus in Frankfurt am Main
- Bettina Clausen (geb. Bettina Feddersen; 1941–2018), deutsche Literaturwissenschaftlerin
- Birger Clausen, deutscher Komponist
- Broder Clausen (1900–1962), deutscher Lehrer und Sprach- und Volkstumsforscher

### C
- Charlie Clausen (* 1978), australischer Schauspieler
- Claus Clausen (1899–1989), deutscher Schauspieler
- Claus-Dieter Clausen (1937–2007), deutscher Geologe und Paläontologe
- Claus-Henric Clausen (* 1973), deutscher Drehbuchautor, siehe Murmel Clausen
- Connie Clausen (1923–1997), US-amerikanische Schauspielerin, Artistin, Schriftstellerin und Literaturagentin
- Curt Clausen (* 1967), US-amerikanischer Geher

### D
- Detlev Friderich Clausen (1682–1736/1739), deutscher Pastor, Domherr zu Schleswig
- Donald H. Clausen (1923–2015), US-amerikanischer Politiker
- Dustin Clausen, Mathematiker

### E
- Elisabeth Clausen (* 1983), deutsche Ingenieurin und Hochschullehrerin
- Elvis Clausen (* 1987), deutscher Schauspieler
- Erik Clausen (1942–2024), dänischer Schauspieler, Regisseur und Musiker
- Ernst Clausen (1861–1912), deutscher Offizier und Schriftsteller

### F
- Felix Clausen (1834–1916), Schweizer Jurist und Politiker
- Franciska Clausen (1899–1986), deutsch-dänische Malerin
- Frederik Ahrensborg Clausen (1895–1964), dänischer Radrennfahrer
- Frimann Falck Clausen (1921–1983), norwegischer Schauspieler
- Frits Clausen (1893–1947), dänischer Parteifunktionär (DNSAP)
- Fritz Clausen (Baseballspieler) (1869–1960), US-amerikanischer Baseballspieler
- Fritz Georg Martin Clausen (1848–1940), dänisch-deutsch-amerikanischer Architekt

### G
- George Clausen (1852–1944), britischer Maler und Graphiker
- Günther Clausen (1885–1954), deutscher Grafiker

### H
- Hans Clausen (Rennfahrer) (* 1971), dänischer Motorradrennfahrer
- Hans-Joachim Schmidt-Clausen (* 1935), deutscher Ingenieur und Hochschullehrer
- Hans Peter Clausen (1928–1998), dänischer Historiker, Hochschullehrer und Politiker
- Hans Victor Clausen (1861–1937), dänischer Historiker
- Haukur Clausen (1928–2003), isländischer Leichtathlet
- Heinrich Clausen (Agrarwissenschaftler) (1860–1944), deutscher Agrarwissenschaftler
- Heinrich Clausen (1879–1966), deutscher Politiker, Buchhändler, Verleger und Fotograf
- Henrik Clausen (Mediziner), dänischer Mediziner und Naturforscher
- Henrik Clausen (Fußballtrainer) (* 1971), dänischer Fußballtrainer
- Henrik Georg Clausen (1759–1840), dänischer Theologe
- Henrik Nicolai Clausen (1793–1877), dänischer Theologe
- Herluf Stenholt Clausen, dänischer Zoologe
- Hermann Clausen (1885–1962), deutscher Politiker (SPD, SSW)

### I
- Inge Clausen, deutsche Tischtennisspielerin

### J
- Jenny Blicher-Clausen (1865–1907), dänische Schriftstellerin
- Jens Clausen (1891–1969), dänisch-US-amerikanischer Biologe
- Jimmy Clausen (* 1987), US-amerikanischer American-Football-Spieler
- Jørgen Mads Clausen (* 1948), dänischer Unternehmer
- Jürgen Clausen (Filmproduzent) (1905–1944), deutscher Journalist und Filmproduzent
- Jürgen Clausen (Schauspieler) (1943–1987), deutscher Schauspieler und Synchronsprecher

### K
- Karl Clausen (Komponist) (1904–1972), dänischer Komponist, Musiker und Musikwissenschaftler
- Karl Clausen (Admiral) (Karl Friedrich Clausen; 1916–2013), deutscher Admiral
- Karl Clausen (Basketballspieler) (1941–2010), deutscher Basketballspieler
- Kent Ove Clausen (* 1985), norwegischer Skilangläufer
- Kurt Schmidt-Clausen (1920–1993), deutscher Theologe

### L
- Lars Clausen (1935–2010), deutscher Soziologe
- Lene Clausen (* 1992), dänische Badmintonspielerin

### M
- Mads Clausen (1905–1966), dänischer Ingenieur und Unternehmer
- Marc Clausen (* 1970), deutscher Grafiker, Fotograf und Musikvideo-Produzent
- Marianne Clausen (* 1972/1973), grönländische Handballspielerin
- Marius Clausen (1882–1954), dänischer Kameramann
- Martin Clausen (1640–1716), deutscher Geistlicher
- Matthias Clausen (Mediziner) (auch Matthias Klausen; 1610–1675), deutscher Mediziner und Mäzen
- Matthias Clausen (Theologe) (* 1972), deutscher Theologe
- Max Christiansen-Clausen (1899–1979), deutscher Funker und Rotfrontkämpfer
- Meredith Clausen (* 1942), US-amerikanische Architekturhistorikerin
- Michael Clausen (* 1948), deutscher Mathematiker und Informatiker
- Mika Clausen (* 2002), deutscher Fußballspieler
- Murmel Clausen (Claus-Henric Clausen; * 1973), deutscher Drehbuchautor

### N
- Néstor Clausen (* 1962), argentinischer Fußballspieler und -trainer
- Nikolai Asmus Clausen (1911–1943), deutscher Marineoffizier
- Nora Clausen (* 2001), deutsche Fußballspielerin

### O
- Örn Clausen (1928–2008), isländischer Leichtathlet
- Oskar Clausen (1852–1919), sächsischer Generalleutnant
- Otto von Clausen (1831–1911), deutscher Generalleutnant
- Otto Clausen (Heimatforscher) (1910–1992), deutscher Lehrer und Heimatforscher
- Otto Bernhard Clausen (1906–1982), deutscher Politiker (NSDAP)

### P
- Patrick Clausen (* 1990), dänischer Radrennfahrer
- Paul Pietzner-Clausen (1892–1976), deutscher Autor und Komponist
- Pit Clausen (* 1962), deutscher Politiker (SPD)

### R
- Riewert Clausen (1912–2002), deutscher Politiker (CDU)
- Robert Theodore Clausen (1911–1981), US-amerikanischer Botaniker
- Rosemarie Clausen (1907–1990), deutsche Fotografin

### S
- Salome Clausen (* 1986), Schweizer Sängerin
- Stefan Feddersen-Clausen (* 1965), deutscher Schauspieler
- Stefanie Clausen (1900–1981), dänische Wasserspringerin

### T
- Theo Clausen (1911–1985), deutscher Basketballtrainer und -funktionär
- Thomas Clausen (Geistlicher) (1677–1724), deutscher Lehrer, Prediger und Superintendent
- Thomas Clausen (Astronom) (1801–1885), dänischer Astronom und Mathematiker
- Thomas Clausen (Musiker) (* 1949), dänischer Jazzpianist und Komponist

### U
- Uwe Clausen (* 1964), deutscher  Logistikwissenschaftler und Hochschullehrer

### V
- Villum Clausen (1630–1679), dänischer Freiheitskämpfer
- Volker Clausen (* 1963), deutscher Wirtschaftswissenschaftler und Hochschullehrer

### W
- Wendell Vernon Clausen (1923–2006), US-amerikanischer Klassischer Philologe
- Wilhelm Clausen (1878–1961), deutscher Augenarzt
- Wolfgang Clausen (1935–2025), deutscher Jurist und Verwaltungsbeamter